# شهرام عزام
شهرام عزام ((بالفارسية: شهرام اعظم)) هو طبيب إيراني مشهور لشهادته في وفاة زهراء كاظمي. عَمل عزام كطبيب في طهران، لمستشفى بغية الله العسكري، ادعى الدكتور شهرام عزام أنه قَد عَمل طبيباً في مستشفى بقية الله العسكري في طهران قبل أن يلود بالفرار من إيران، في 27 يونيو، 2003 فَحص جسم كاظمي ولاحظ ان هناك العديد من علامات الضرب والتعذيب على جسدها، وطَلب اللجوء السياسي إلى كندا لكي يَشرح قَصته ولقد نَفت إيران أن هنالك طبيب يَعمل في المُستشفى.